# Baron Wrenbury

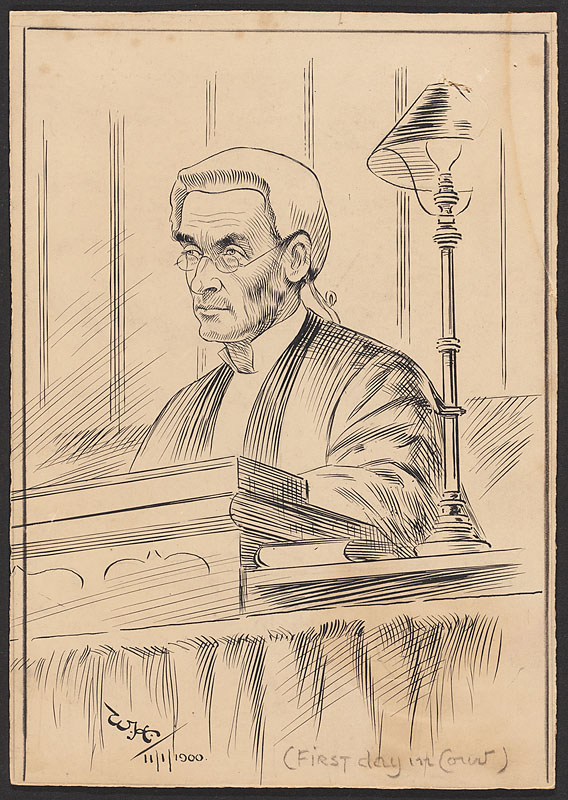
Sir Henry Buckley, 1900

Baron Wrenbury, of Old Castle in the County of Sussex, ist ein erblicher britischer Adelstitel in der Peerage of the United Kingdom.

## Verleihung
Der Titel wurde am 12. April 1915 von König Georg V. dem Juristen Sir Henry Buckley verliehen, anlässlich seines Dienstendes als Lord Justice of Appeal.
Heute hat dessen Urenkel William Buckley als 4. Baron den Titel inne.

## Liste der Barone Wrenbury (1915)
- Henry Buckley, 1. Baron Wrenbury (1845–1935)
- Bryan Buckley, 2. Baron Wrenbury (1890–1940)
- John Buckley, 3. Baron Wrenbury (1927–2014)
- William Buckley, 4. Baron Wrenbury (* 1966)

Voraussichtlicher Titelerbe (Heir apparent) ist der Bruder des aktuellen Titelinhabers Jamie Buckley (* 2001).